# Barbara Pym
Barbara Mary Crampton Pym (Oswestry, 1913. június 2. – Finstock, 1980. január 11.) angol regényíró volt. Az 1950-es években társadalmi vígjátékok sorozatát publikálta, amelyek közül a legismertebbek az Excellent Women (Kiváló nők, 1952) és az A Glass of Blessings (Egy pohár áldás, 1958). 1977-ben karrierje újjáéledt, amikor Lord David Cecil kritikus és Philip Larkin költő egyaránt az évszázad leginkább alábecsült írójának jelölte. Quartet in Autumn (Őszi kvartett, 1977) című regényét még abban az évben Booker-díjra jelölték, és a Royal Society of Literature tagjává választották.

## Életrajza

### Fiatalkora
Barbara Mary Crampton Pym 1913. június 2-án született a shropshire-i Oswestryben, a Willow Street 72-ben, Irena Spenser, született Thomas (1886-1945) és Frederic Crampton Pym (1879-1966) ügyvéd idősebbik lányaként. A Queen's Park Schoolban, egy oswestry-i leányiskolában tanult. Tizenkét éves korától a Liverpool melletti Huyton College-ba járt. Szülei aktívan részt vettek a helyi Oswestry-i operatársulatban, és már fiatal korától kezdve bátorították az írásra és a kreativitásra. Gyermekkorának nagy részét az oswestryi Morda Roadon lévő Morda Lodge-ban töltötte, ahol 1922-ben megrendezte első színdarabját, The Magic Diamond (A varázsgyémánt), amelyet a család és a barátok adtak elő.
1931-ben az oxfordi St Hilda's College-ba ment angol irodalmat tanulni. Oxfordban szoros barátságot kötött a későbbi regényíróval és irodalomkritikussal, Robert Liddell-lel, aki elolvasta korai műveit, és kulcsfontosságú visszajelzéseket adott. 1934-ben angol nyelv és irodalomból másodosztályú kitüntetéses diplomát szerzett. Az 1930-as években többször is elutazott Németországba, és szerelmet érzett az ország iránt, valamint romantikus kapcsolatot alakított ki egy fiatal náci tiszttel, Friedbert Gluckkal. Bár kezdetben csodálta Hitlert, és nem látta előre a háború kitörését, később felismerte „vakfoltját”, és kivett egy Gluckról mintázott karaktert a készülő regényéből.
1939 elején Pym megkereste Jonathan Cape-t egy kiadói állással kapcsolatban; akkoriban még nem volt ilyen állás. A második világháború kitörése megváltoztatta terveit, és 1941-ben a bristoli cenzúraosztályra ment dolgozni, később pedig csatlakozott a Női Királyi Haditengerészeti Szolgálathoz. 1943-tól a haditengerészeti postai cenzúra szolgálatában állt, végül Nápolyba helyezték.

### Magánélete
1946 júniusában Pym a londoni Nemzetközi Afrikai Intézetben kezdett dolgozni. Az Africa című tudományos folyóirat segédszerkesztője lett, ahol 1974-es nyugdíjazásáig dolgozott. Ez inspirálta őt arra, hogy antropológusokat használjon karakterként néhány regényében, nevezetesen a Excellent Women, Less than Angels, és An Unsuitable Attachment című regényeiben. Pym nővére, Hilary 1946-ban vált el férjétől, és a két nővér együtt költözött egy pimlicói lakásba. Később egy Queen's Park-i házba költöztek.
Pym nem házasodott meg és nem vállalt gyermeket, annak ellenére, hogy számos szoros kapcsolatot ápolt férfiakkal. Egyetemi éveiben ezek közé tartozott Henry Harvey (egy oxfordi diáktársa, aki élete szerelme maradt) és Rupert Gleadow. 24 éves korában románcot kezdett a nála hat évvel fiatalabb Julian Ameryvel, a későbbi politikussal. 1942-ben rövid kapcsolatot folytatott a BBC rádiós producerével, Gordon Gloverrel, aki barátnője, Honor Wyatt elhidegült férje volt. Glover hirtelen szakított vele, ami traumát okozott Pymnek, és amikor Glover 1975-ben meghalt, elégette 1942-es naplóját.

### Korai irodalmi pályája
Pym 1935-ben írta első regényét, a Some Tame Gazelle címűt, de számos kiadó, köztük a Jonathan Cape és a Gollancz is elutasította. 1936-ban írt még egy regényt, Civil to Strangers címmel, majd a következő években több novellát, amelyeket Pym halála után együttesen Civil to Strangers címmel adtak ki. 1940-ben Pym megírta a Crampton Hodnet című regényt, amelyet szintén halála után adtak ki.
Miután néhány évig női magazinokba küldött történeteket, Pym alaposan átdolgozta a Some Tame Gazelle-t, amelyet ezúttal a Jonathan Cape fogadott el 1950-es kiadásra. A költő Philip Larkin költő a Some Tame Gazelle-t Pym „Büszkeség és balítéletének” tekintette. A regény két középkorú vénlány nővér életéről szól egy háború előtti angol faluban, akik mindketten megkapják a szerelem lehetőségét. Ebben az évben Pym egy rádiójátékát – Something to Remember – is elfogadta a BBC.
Második regénye, az Excellent Women (1952) jó fogadtatásban részesült, de harmadik regénye, a Jane and Prudence (1953) már vegyesebb kritikát kapott. Negyedik regénye, a Less than Angels (1955) gyengébben fogyott, mint az előző három, de elég figyelmet keltett ahhoz, hogy Pym debütáló regénye legyen az Egyesült Államokban. A Twentieth Century Fox egyik képviselője Angliába jött, hogy megszerezze a filmjogokat, de ez végül meghiúsult.
Ötödik regénye, az A Glass of Blessings (1958) rossz kritikát kapott, Pym megjegyezte, hogy – az első hat regénye közül – ez kapta a legrosszabb kritikát. A korabeli kritikák, köztük a The Daily Telegraph is érdeklődést mutatott a homoszexuális karakterek szimpatikus szerepeltetése miatt, egy olyan korban, amikor a homoszexualitást nagymértékben elítélték, és a férfiak közötti homoszexuális cselekmények illegálisak voltak. Hatodik regénye a No Fond Return of Love (1961) volt, amelyben két tudományos kutatóasszisztensnő szerelmes lesz ugyanabba a férfiba. A könyv folytatta azt a tendenciát, hogy Pym regényei minimális kritikai figyelmet kaptak. Ennek ellenére a Tatler pozitív kritikát írt róla, a recenzens megjegyzése szerint:
Szeretem és csodálom Miss Pym cicababás szellemességét és mélységesen hanyag kedvességét, és nyugodtan rábízhatjuk a sajátos, arcpirító, finoman meggyötört angol középosztályt.

### "Vadon évek"
1963-ban Pym benyújtotta hetedik regényét – An Unsuitable Attachment – a Cape-hoz. A szerkesztő Tom Maschler, aki nemrég csatlakozott a céghez, két olvasója tanácsára elutasította a kéziratot. Pym visszaírt, hogy tiltakozzon az igazságtalan bánásmód ellen, de azt a választ kapta (megértően, de határozottan), hogy a regény nem ígéretes. Pym átdolgozta a kéziratot, és több más kiadónak is elküldte, de sikertelenül. Pymnek azt a tanácsot adták, hogy az írói stílusa régimódi, és hogy a közönséget már nem érdeklik a kisvárosi vénkisasszonyokról és lelkészekről szóló könyvek. Kénytelen volt elgondolkodni azon, hogy új írói hangot találjon, de végül úgy érezte, hogy túl öreg ahhoz, hogy alkalmazkodjon a kiadók által népszerűnek tartott ízléshez. Pymnek azt mondták, hogy a könyvek eladásának minimális „gazdasági száma” 4000 példány, miközben több könyve az 1950-es években nem érte el ezt a számot.
Ennek eredményeként Pym 1962-től 1977-ig nem publikált semmit. Ettől függetlenül folytatta a regények és novellák írását, valamint a már meglévő művek finomítását, miközben szakmai karrierjét a Nemzetközi Afrikai Intézetben folytatta. Pym soha nem bocsátott meg teljesen Cape-nek, illetve Tom Maschlernek. Nővérével kitaláltak egy desszertet, a „Maschler-pudingot”, amely lime-zselé és tej kombinációja volt. 1965-ben egy levelében azt írta: „Tényleg még mindig azon tűnődöm, hogy vajon a könyveim valaha is elfogadhatóak lesznek-e még”. Pym 1968-ban írta The Sweet Dove Died című regényét, 1970-ben pedig az An Academic Question című művét. A Dove-ot több kiadónak is benyújtotta, de ismét elutasították. Korábbi regényeit azonban ebben az időszakban újra kiadták, mert a közkönyvtárakban nagy volt rá a kereslet. 27 novellát írt, amelyek közül csak hatot adtak ki életében. A többit a Bodleian Könyvtár Pym-archívumában őrzik.
1961-ben Pym levelezést kezdett Philip Larkinnal, aki éppen egy kritikai cikket készült írni a regényeiről. 19 éven át, egészen a haláláig folyamatosan leveleztek. Először 1975 áprilisában, az oxfordi Randolph Hotelben találkoztak.
1971-ben Pymnél mellrákot diagnosztizáltak, és a bal mellét masztektómiának vetették alá. A műtét sikeres volt, és úgy ítélték meg, hogy nincs rákos megbetegedése. 1972-ben Pym és nővére, Hilary megvásárolta a Barn Cottage-ot az oxfordshire-i Finstockban. A nővérek aktív szerepet játszottak a falu társadalmi életében. Pym 1974-ben vonult nyugdíjba. Abban az évben kisebb agyvérzést kapott, ami átmeneti diszlexiát okozott nála. Folytatta az írást, 1976-ban befejezte a Quartet in Autumn című művét, amelyet a Hamish Hamilton Limited szintén elutasított. Bár Pymet már nem adták ki, a Romantic Novelists' Association (Romantikus Regényírók Szövetsége) díjbizottságában talált munkát.

### Újrafelfedezés és utolsó évek
1977. január 21-én a Times Literary Supplement egy olyan cikket közölt, amelyben neves írók és tudósok sorolták fel az elmúlt 75 év (a kiadvány fennállása alatt) legjobban alá- és túlértékelt könyveit vagy szerzőit. Pymet Larkin és Lord David Cecil is a legalacsonyabban értékelt írónak választotta, és ő volt az egyetlen, akit két hozzászóló is kiválasztott. A cikk hatására 16 év után újraéledt az irodalmi érdeklődés Pym iránt. Pym és Larkin 17 éven át magánlevelezést folytatott, de korábban még az ő befolyása sem segített abban, hogy új kiadói szerződést szerezzenek neki. Több kiadóvállalat is érdeklődött iránta, köztük a korábbi kiadója, a Cape. Pym elutasította őket a Macmillan javára, amely beleegyezett, hogy még ugyanabban az évben ősszel kiadja a Quartet in Autumn-t. Mielőtt a Quartet megjelent volna, a Macmillan beleegyezett The Sweet Dove Died című művének kiadásába is, amelyet 10 évvel korábbi befejezése óta átdolgozott. A Cape újranyomta korábbi regényeit, amelyek jogai még mindig náluk voltak. A BBC interjút készített Pymmel a Tea with Miss Pym című műsor számára, amelyet 1977. október 21-én sugároztak. A Kvartettről szóló kritikák szinte egyöntetűen pozitívak voltak, és a regényt jelölték az 1977-es Booker-díjra. Pym részt vett a díjátadón, de a díjat Paul Scott kapta a Staying On-ért.
Az újrafelfedezés azt is jelentette, hogy Pymre először figyeltek fel az Egyesült Államokban. Az E. P. Dutton megszerezte az összes létező regényének jogait, kezdve a Excellent Womentől a Quartet in Autumnig, és 1978 és 1987 között kiadta a teljes életművét. Pym regényeinek felfedezése, valamint a „visszatérésének” elbeszélése kisebb sikert hozott számára az USA-ban ebben az időszakban. Miután visszatért a nyilvánosság elé, a Royal Society of Literature tagjává választották. Pym 1978. augusztus 1-jén interjút készített a Desert Island Discs egyik epizódja számára, amelyet 2013. június 2-án – születésének századik évfordulóján – a BBC Radio 4 Extra műsorán ismételten lejátszották.
Pym későbbi regényei komorabb, elgondolkodtatóbb hangvételűek, mint a korábbiak, amelyek a vígjátéki hagyományok jegyében születtek. 1977 közepére már megfogalmazódott benne a következő regényének ötlete, az A Few Green Leaves, amely végül az utolsó regénye lett. 1979 januárjában Pym hasában rosszindulatú daganatot diagnosztizáltak, amely az 1971-ben megbetegedett mellrák áttétje volt. Kemoterápiás kezelésnek vetette alá magát, miközben befejezte az A Few Green Leaves (Néhány zöld levél) vázlatát. Mivel tudta, hogy már nincs sok hátra, megpróbálta befejezni a regényt halála előtt. Már egy másik regény cselekményét is fontolgatta, amely két különböző társadalmi háttérrel rendelkező nőt követne nyomon, fiatalkoruktól kezdve az érettségig, és a második világháborúban játszódó jeleneteket is tartalmazna, de soha nem jutott el odáig, hogy elkezdjen dolgozni rajta. 1979 októberében Pym már ágyhoz volt kötve. Bár nem volt teljesen elégedett az A Few Green Leaves végleges vázlatával, mégis benyújtotta a Macmillannek, és nem sokkal halála után, 1980-ban ki is adták.
Barbara Pym 1980. január 11-én, 66 éves korában mellrákban elhunyt. Halála után nővére, Hilary folytatta munkásságának gondozását, és 1993-ban részt vett a Barbara Pym Society létrehozásában. Posztumusz jelentek meg a Crampton Hodnet, az An Academic Question és az An Unsuitable Attachment című kötetek, Pym irodalmi végrehajtójával, Hazel Holt regényíróval közösen. Holt és Hilary Pym egy gyűjteményt is kiadott Civil to Strangers and Other Writings címmel, amely főként Pym korai éveiből származó kisregényeket és novellákat tartalmazott. Holt és Hilary Pym további három kötetet adott ki: A Very Private Eye, egy „önéletrajz”, amely Pym szerkesztett naplóin és levelein alapul, A Lot To Ask: A Life of Barbara Pym, egy Holt által írt életrajz, és A la Pym, egy szakácskönyv, amely a Pym regényeiben szereplő ételek receptjeit tartalmazza.
Hilary a Barn Cottage-ban élt 2004 februárjában bekövetkezett haláláig. A Pym nővérek a finstocki templomkertben vannak eltemetve. 2006-ban a nyaralóra kék emléktáblát helyeztek el, amely történelmi helyszínként jelzi.

## Öröksége

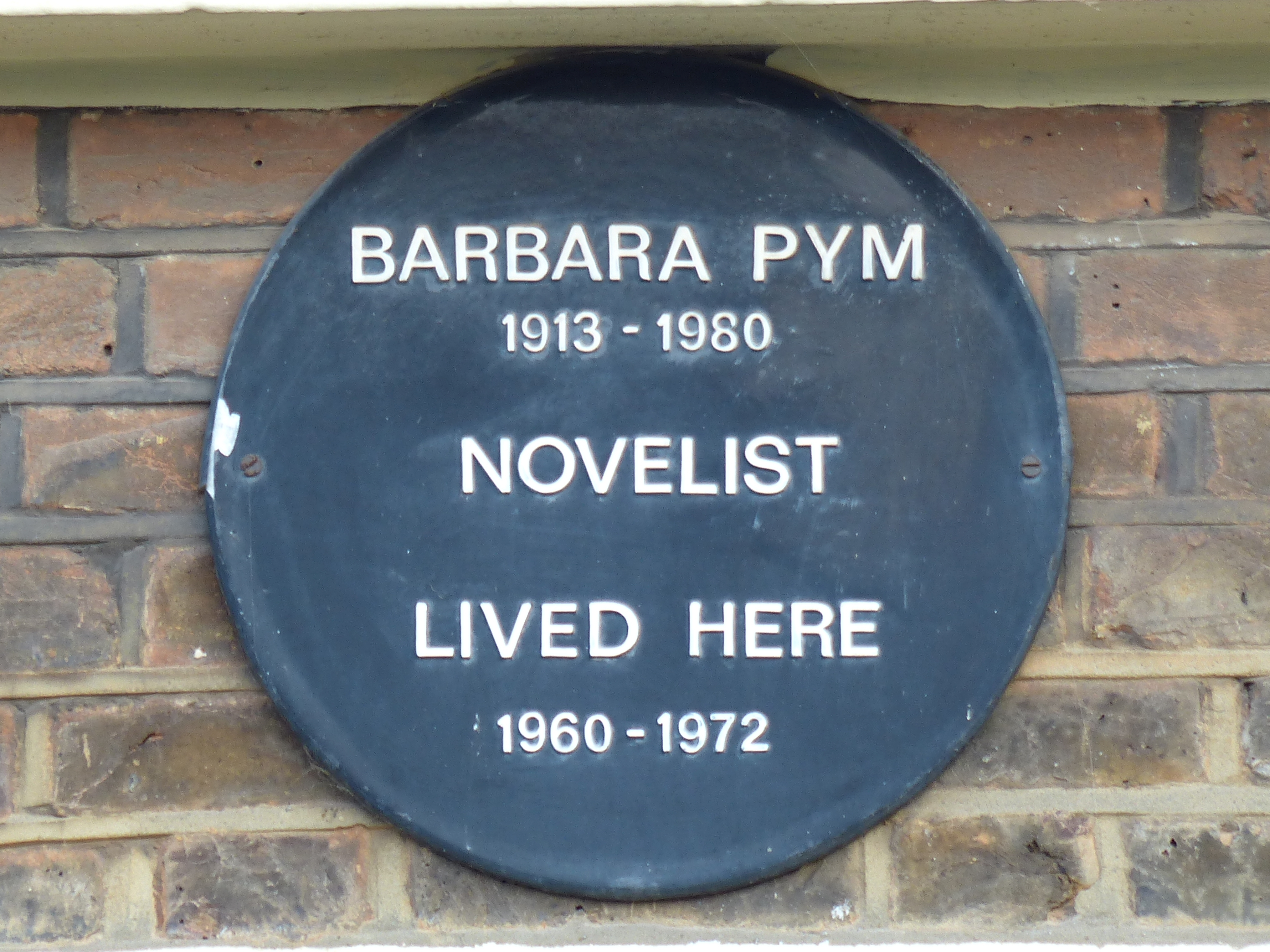
Kék emléktábla (Barbara Pym house, 40 Brooksville Avenue, London)

A Barbara Pym Társaság, amelyet az írónő rajongói hoztak létre 1994. április 15-én, a Barbara Pym munkásságát bemutató irodalmi hétvégét követően, amelyet 1993-ban a St. Hilda's College-ban tartottak. A társaság minden szeptemberben a St. Hilda's College-ban tartja éves közgyűlését. A Barbara Pym Society tavaszi találkozót tart Londonban, valamint évente egy észak-amerikai konferenciát Cambridge-ben, Massachusettsben.

## Művei és témái
A Pym-kánonban számos erős téma köti össze a műveket, amelyek inkább stílusuk és jellemábrázolásuk, mint cselekményük miatt figyelemre méltóak. Felületes olvasás alapján úgy tűnik, hogy ezek a művek a falusi vagy londoni élet vázlatai, illemkomédiák, amelyek az anglikán egyházzal, különösen az anglikán-katolikus egyházközségekkel kapcsolatos társadalmi tevékenységeket tanulmányozzák. Pym élete során több templomba is járt, köztük a Barnes-i Szent Mihály és Minden Angyalok templomába, ahol a parochiális egyháztanácsban szolgált.
Pym saját tapasztalatai alapján alaposan megvizsgálja a nők és férfiak közötti kapcsolatok számos aspektusát, beleértve a nők férfiak iránti viszonzatlan érzéseit is. Pym volt az egyik első olyan népszerű regényíró is, aki egyértelműen meleg karakterekről írt rokonszenvesen, nevezetesen az Egy pohár áldásban (A Glass of Blessings). Az egyházi funkciókon keresztül ábrázolta a közösség rétegeit és az egyházi figurákat. A párbeszédek gyakran mélyen ironikusak. Néhány későbbi regényén, különösen a Quartet in Autumn és The Sweet Dove Died című regényeken tragikus aláfestés húzódik végig.
Újabban a kritikusok megjegyzik, hogy Pym regényei komolyan foglalkoznak az antropológiával. A látszólag naiv elbeszélő, Mildred Lathbury (Excellent Women) például valójában egyfajta résztvevő-megfigyelő formát alkalmaz, amely reakciót jelent a Tanult Társaság rokonsági diagramokra összpontosító strukturális funkcionalizmusára. Tim Watson összekapcsolja Pym éles tudatosságát a társadalmi változásokról regényeinek látszólag otthonos világában a funkcionalizmus statikus társadalmi struktúrákra helyezett hangsúlyának kritikájával.
Pym regényei intertextualitásukról ismertek. Pym valamennyi regénye gyakori utalásokat tartalmaz az angol költészetre és irodalomra, a középkori költészettől kezdve a sokkal újabb keletű művekig, többek között John Keats és Frances Greville műveiig.
Emellett Pym regényei egy olyan közös univerzumként működnek, amelyben az egyik mű szereplői átkerülhetnek a másikba. A felbukkanások általában rövid cameók vagy más szereplők általi említések formájában történnek. Általában a felbukkanások rövid megjelenések vagy más karakterek általi említések formájában történnek. Például Mildred Lathbury és Everard Bone kapcsolata az Excellent Women-ben a regény végén nem kerül megerősítésre. A szereplőkre azonban utalnak vagy megjelennek a Jane and Prudence, Less than Angels, és An Unsuitable Attachment című regényekben, amelyekben házasságuk és boldogságuk megerősítést nyer. Esther Clovis, az antropológiai közösség egyik vezető tagja karaktere először az Excellent Women-ben, majd halála előtt két másik regényben is megjelenik; gyászszertartását két különböző (egymástól független) szereplő szemszögéből láthatjuk az An Academic Question-ben és az A Few Green Leaves-ben. Esther Clovist feltehetően Beatrice Wyatt, Pym elődje, az Africa segédszerkesztője ihlette.

## Hírneve a populáris kultúrában
Regényeinek előszavait A. N. Wilson, Jilly Cooper és Alexander McCall Smith írta.
Philip Larkin mondta: „Inkább olvasnék egy új Barbara Pymet, mint egy új Jane Austent”. Shirley Hazzard rajongott Pym munkásságáért, amelyet „áthatónak, gyengédnek és... rendkívül merésznek” nevezett. Anne Tyler regényíró így írt munkájáról:
Kihez fordulnak az emberek, ha befejezték a Barbara Pymet? A válasz egyszerű: visszafordulnak Barbara Pymhez.
1992. február 19-én a Bookmark című brit televíziós sorozat sugárzott egy epizódot Miss Pym's Day Out címmel, James Runcie írta és rendezte. A film Pym-et (Patricia Routledge alakítja) követi hajnaltól estig azon a napon, amikor részt vett az 1977-es Booker-díj átadásán, amelyre a Quartet in Autumn-t jelölték. A forgatókönyv kivonatokat tartalmaz Pym leveleiből és naplóiból. Valós figurák, köztük Hilary Pym, Hazel Holt, Jilly Cooper, Tom Maschler és Penelope Lively szereplései ellentétben állnak Pym regényeinek adaptált részeivel, színészek előadásában. A filmet jelölték a BAFTA Huw Wheldon-díjra a legjobb művészeti műsorért, és elnyerte a Royal Television Society díját a legjobb művészeti műsorért.

## Regények
- Some Tame Gazelle (1950) ISBN 1-55921-264-0
- Excellent Women (1952) ISBN 0-452-26730-7
- Jane and Prudence (1953) ISBN 1-55921-226-8
- Less than Angels (1955) ISBN 1-55921-388-4
- A Glass of Blessings (1958) ISBN 1-55921-353-1
- No Fond Return of Love (1961) ISBN 1-55921-306-X
- Quartet in Autumn (1977) ISBN 0-333-22778-6
- The Sweet Dove Died (1978) ISBN 1-55921-301-9
- A Few Green Leaves (elkészült 1979/1980; posztumusz, 1980) ISBN 1-55921-228-4
- An Unsuitable Attachment (elkészült 1963; posztumusz, 1982) ISBN 0-330-32646-5
- Crampton Hodnet (elkészült kb. 1940, posztumusz, 1985) ISBN 1-55921-243-8
- An Academic Question (elkészült 1970–72; posztumusz, 1986)
- Civil to Strangers (elkészült 1936; posztumusz, 1987)
- "Poor Mildred", "They Never Write"; "The German Baron" (novellák; posztumusz, 2024) ISBN 979-8-218-42830-3

### Magyarul
- Meghalt a szép galamb (The Sweet Dove Died) – Magvető, Budapest, 1984 · ISBN 9631401200 · Fordította: Zentai Éva
- Barátnők és ballépések (Jane and Prudence) – Európa, Budapest, 1988 · ISBN 9630746980 · Fordította: Ferencz Győző, Prekop Gabriella · Illusztrálta: Rényi Krisztina
- Őszi kvartett (Quartet in Autumn) – Magvető, Budapest, 1989 · ISBN 9631414868 · Fordította: Zentai Éva

## Életrajz és önéletrajz
- Barbara Pym – A Very Private Eye: An Autobiography in Diaries and Letters, edited: Hazel Holt and Hilary Pym (1984)
- Hilary Pym and Honor Wyatt(wd) – À la Pym: The Barbara Pym Cookery Book (1988)
- Hazel Holt(wd) – A Lot To Ask: A Life of Barbara Pym (1990)
- Yvonne Cocking – Barbara at the Bodleian(wd): Revelations from the Pym Archives (2013; ISBN 978-0615765662)[59]
- Paula Byrne(wd) − The Adventures of Miss Barbara Pym, London : William Collins; ISBN 978-0008322205 (2021)

## Fordítás
- Ez a szócikk részben vagy egészben  a   Barbara Pym című angol Wikipédia-szócikk fordításán alapul.  Az eredeti cikk szerkesztőit annak laptörténete sorolja fel. Ez a jelzés csupán a megfogalmazás eredetét és a szerzői jogokat jelzi, nem szolgál a cikkben szereplő információk forrásmegjelöléseként.